# 2020年日本の補欠選挙
2020年日本の補欠選挙（2020ねんにほんのほけつせんきょ）では、日本における立法機関である衆議院および参議院における国会議員の欠員を補充するための2020年（令和2年）の補欠選挙について取り上げる。

## 概要
補欠選挙は、議員が辞職あるいは死亡したこと等で、欠員が生じた場合にその欠員を補充するために行われる選挙である。2000年（平成12年）の公職選挙法改正によって、衆議院と参議院の補欠選挙は4月と10月の年2回にまとめて実施されている。なお、補欠選挙の期日については、公職選挙法第33条の2において以下のように定められている。
- 9月16日から翌年の3月15日（第1期間）までに衆議院議員及び参議院議員の再選挙又は補欠選挙を行う事由が生じた場合は、当該期間直後の4月の第4日曜日に補欠選挙を行う。
- 3月16日から9月15日（第2期間）までに衆議院議員及び参議院議員の再選挙又は補欠選挙を行う事由が生じた場合は、当該期間直後の10月の第4日曜日に補欠選挙を行う。

以上を踏まえると、2020年に補欠選挙の行われるタイミングとしては以下の通りとなる。
- 2019年（令和元年）9月16日から2020年（令和2年）3月15日までの間に補欠選挙を行う事由が生じた場合：2020年4月26日（4月第4日曜日）に投票
- 2020年（令和2年）3月16日から2020年（令和2年）9月15日までの間に補欠選挙を行う事由が生じた場合：2020年10月25日（10月第4日曜日）に投票

2020年4月は、衆議院1選挙区で執行された。10月は両院とも選挙区の欠員がなかったため執行されなかった。

## 4月の補欠選挙

### 概要
- 告示日：2020年（令和2年）4月14日
- 投票日：2020年（令和2年）4月26日
- 選挙区：衆議院1選挙区（2020年3月15日確定）

### 補欠選挙実施選挙区と実施事由
衆議院静岡4区
- 選挙区：衆議院静岡県第4区
- 選挙事由：望月義夫（自由民主党）が2019年12月19日に死去したことによる[2]。

#### 立候補をめぐる動き
自由民主党は党の公募に静岡県議会議員の深澤陽一と木内満の2名が公募に応じ、2020年1月19日、党県連の総務会で深澤を選出。その後、翌20日に党本部が同選挙区支部長に選任。2月28日、党公認候補としての擁立を発表。連立与党の公明党も3月12日に深澤の推薦を決定した。
野党側では、第48回衆議院議員総選挙の際に希望の党公認候補者として同選挙区から立候補した元東京都議会議員の田中健が1月14日に無所属での出馬を表明し、3月17日に立憲民主党・国民民主党・日本共産党・社会民主党4党が野党統一候補としての支援を表明した。一方、れいわ新選組は候補者の一本化に協力した市民グループに対し、消費税減税の政策合意がないとして共闘に加わらない意向を示した。2019新型コロナウイルス感染拡大の影響で大半の与野党幹部の現地入り応援は見送られた中、4月11日に立憲民主党の大串博志幹事長代理と日本共産党の小池晃書記局長が野党統一予定候補の応援のため現地入りした。
NHKから国民を守る党は党首で前参議院議員の立花孝志が1月31日に出馬を表明したが、3月27日に立候補を撤回した上で学校法人森友学園前理事長の籠池泰典を擁立する意向を示した。しかし、4月1日には籠池の出馬を撤回した上で、同党から野党統一候補と同姓同名の参議院議員秘書で元江戸川区議会議員の田中健を擁立することを発表した。また、3月4日には運転手の山口賢三が立候補を表明した。
| 氏名     | 年齢 | 党派                | 新旧 | 肩書               | 推薦・支持                                         |
| -------- | ---- | ------------------- | ---- | ------------------ | -------------------------------------------------- |
| 山口賢三 | 72   | 無所属              | 新   | 元設備会社役員     |                                                    |
| 田中健   | 42   | 無所属              | 新   | 元東京都議会議員   | 立憲民主党・国民民主党・日本共産党・社会民主党推薦 |
| 深澤陽一 | 43   | 自由民主党          | 新   | 前静岡県議会議員   | 公明党推薦                                         |
| 田中健   | 54   | NHKから国民を守る党 | 新   | 元江戸川区議会議員 |                                                    |

同姓同名の候補者が2人立候補していることから、県選管は氏名に加えて年齢が書いてあれば投票先を区別する方針を決めた。投票用紙に氏名だけが書かれていた場合、該当の候補者の得票に比例して票を割り振る「按分票」となる。

#### 立候補を取りやめた人物
- 矢内東紀 - YouTuber、政治団体しょぼい政党党首
2月3日、立候補を表明したが[17]、体調不良や準備不足を理由に3月4日、立候補を撤回した[18]。
- 島津幸広 - 前衆議院議員
1月31日、日本共産党公認候補として立候補を表明したが[19]、田中への野党候補一本化に伴い3月17日、立候補を撤回した。
- 立花孝志 - 前参議院議員、NHKから国民を守る党党首
1月31日、NHKから国民を守る党公認候補として立候補を表明したが、籠池への候補者差し替えに伴い3月27日、立候補を撤回した。
- 中村憲一 - 富士宮市議会議員
1月に所属する日本維新の会からの公認を条件に立候補する意向を示していた[20]が、3月27日に行われた立候補予定者説明会には出席せず、また、同日に同党の担当者は取材に対し「候補者を擁立する予定はない」と述べた[21]。
- 籠池泰典 - 学校法人森友学園前理事長
3月27日、NHKから国民を守る党の公認候補として立候補を表明したが、野党統一候補としての立候補に至らなかったため4月1日、立候補を撤回した。

#### 立候補が取り沙汰された人物
- 木内満 - 静岡県議会議員
自民党の候補者公募に応募したが、深澤に敗れた。
- 細野豪志 - 衆議院議員
- 吉川赳 - 衆議院議員
細野、吉川はいずれも静岡県第5区を地盤とする衆議院議員で、二階派の支援を受け自民党入党を目指す細野と、前回細野に敗れのちに繰り上げ当選した自民党の吉川が同選挙区で競合関係にあったことからどちらかを4区に国替えさせる案が党内で取り沙汰された[22]が、両者とも国替えを否定し、公募に応募しなかった[23]。
- 徳川家広 - 公益財団法人徳川記念財団理事
第25回参議院議員通常選挙での立憲民主党候補者。立憲民主党の一部関係者より名が上がるも固辞した[24]。

#### 選挙結果
当日有権者数：323,365人　最終投票率：34.10%

| 当落 | 候補者名 | 年齢 | 所属党派            | 新旧 | 得票数       | 得票率 | 推薦・支持                                         |
| ---- | -------- | ---- | ------------------- | ---- | ------------ | ------ | -------------------------------------------------- |
| 当   | 深澤陽一 | 43   | 自由民主党          | 新   | 66,881票     | 61.31% | 公明党推薦                                         |
|      | 田中健   | 42   | 無所属              | 新   | 38,566.398票 | 35.36% | 立憲民主党・国民民主党・日本共産党・社会民主党推薦 |
|      | 山口賢三 | 73   | 無所属              | 新   | 1,887票      | 1.73%  |                                                    |
|      | 田中健   | 54   | NHKから国民を守る党 | 新   | 1,747.595票  | 1.60%  |                                                    |

深澤が自公支持層の8割を固め、初当選した。野党4党からの推薦を得た田中は4党の支持層を固めたが、無党派層の支持は深澤が42.4%、田中が50.7%と深澤をやや上回ったもののほぼ分け合う形に留まり、落選した。深澤が静岡市議、県議を務めた経歴から政権不支持層をも取り込んだのに対し、田中を推薦した野党4党は合同選対本部の設置を見送り、連合静岡も最終的には田中の推薦を決めたものの、2017年の衆院選では希望の党から出馬した田中の推薦を取り消した経緯から田中に難色を示す意見もあるなど、足並みがそろわなかった。投票率は新型コロナウイルスの影響もあり、前回衆院選を19.62ポイント下回る34.10%で、現在の区割りとなってからの同選挙区としては過去最低となった。
また、N国党が「同姓同名で票がどうなるか見たい」として野党4党の推薦候補である田中と同姓同名の候補者を擁立した結果、3,708票がどちらに投じられた票か区別が付かず、得票割合に応じて案分された（野党4党推薦候補の田中が3,550票、N国党の田中が157票）。